# Rodrigo Alves Soares
Rodrigo Alves Soares, meglio conosciuto come Rodrigo (26 dicembre 1992), è un calciatore brasiliano, difensore del Grêmio Novorizontino.

## Palmarès

### Club

#### Competizioni nazionali
- Coppa del Portogallo: 1

Desp. Aves: 2017-2018
- Coppa di Grecia: 1

PAOK: 2020-2021